# Mieniak tęczowiec
Mieniak tęczowiec (Apatura iris) – owad z rzędu motyli, z rodziny Nymphalidae.

## Morfologia
Samiec ma skrzydła o rozpiętości 70–80 mm, natomiast samica jest nieco większa (80–92 mm). Skrzydła samca są z wierzchu czarno-brunatne z granatowym połyskiem, samicy czarno-brunatne bez połysku. Na wierzchu przednich skrzydeł czarna plamka (bez pomarańczowej obwódki), na tylnych skrzydłach biała przepaska. Gąsienice są zwężone z obu końców, intensywnie zielone. Posiadają charakterystyczne różki upodabniające je do bezskorupowych ślimaków.

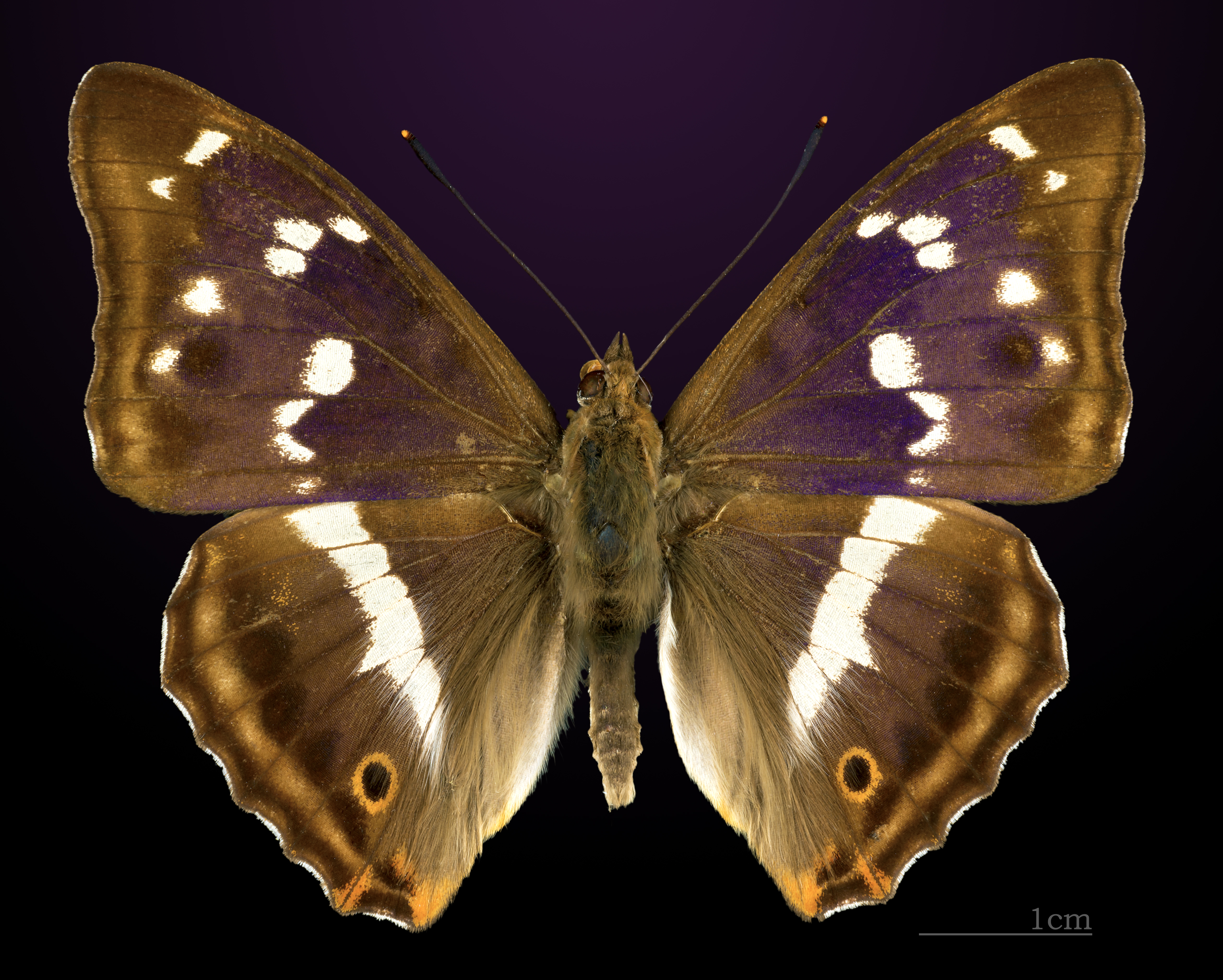
Mieniak tęczowiec
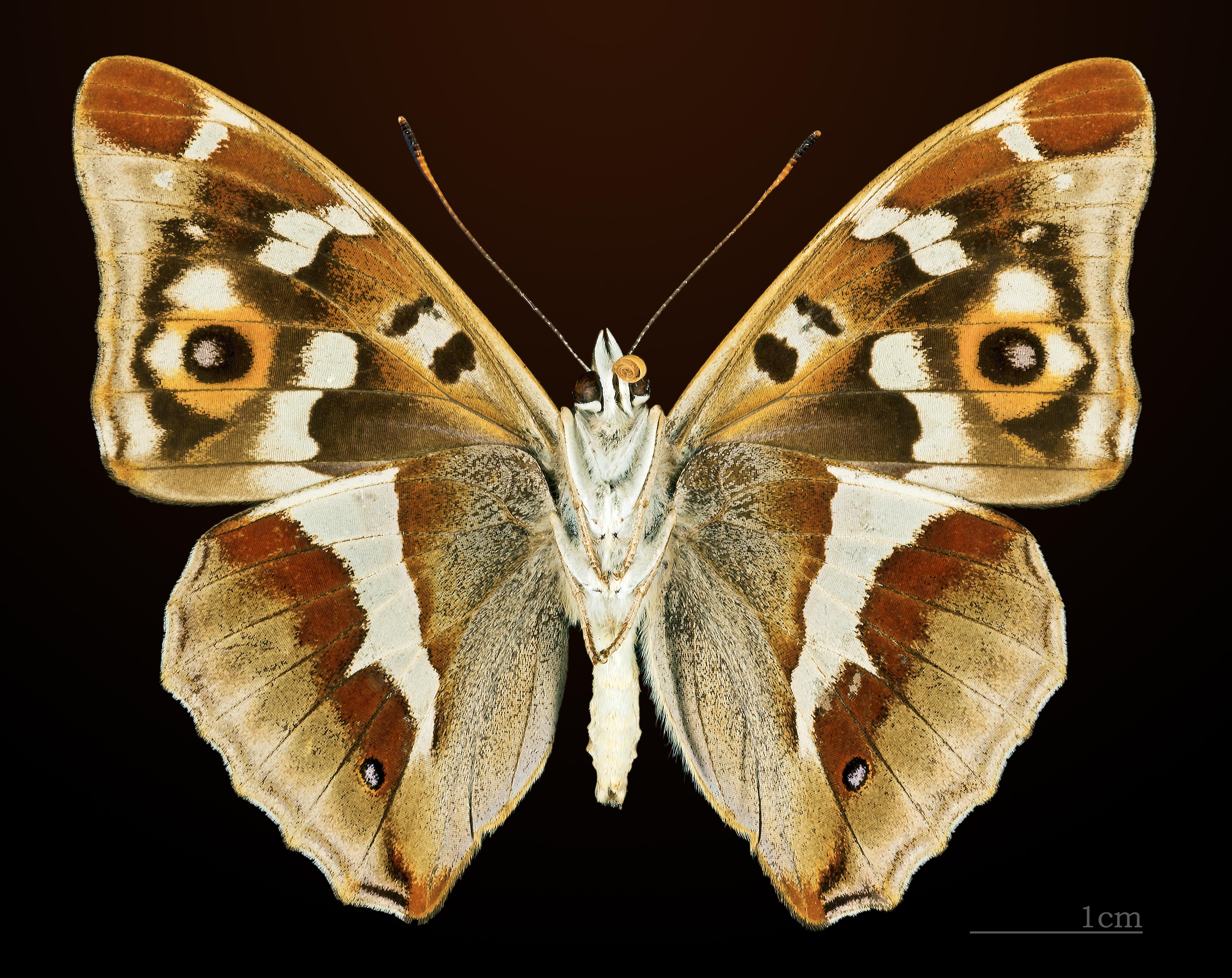
△ Mieniak tęczowiec

## Tryb życia
Typowe biotopy tego motyla to lasy liściaste i mieszane. Samice najczęściej można spotkać w koronach drzew, głównie w rozłożystych dębach. Przelatuje niżej tylko w celu złożenia jaj. Jaja są podłużnie żeberkowane i są składane przez samice pojedynczo, na wierzchu liści pokarmowych gąsienic. Samce również większość swojego życia spędzają w sklepieniu lasu, są silnie terytorialne. Czasami spotyka się je w niższych warstwach, gdzie zlatują w poszukiwaniu pokarmu. W odróżnieniu od większości motyli dziennych mieniaki tęczowce (i blisko spokrewnione z nimi mieniaki strużniki, mieniaki metis) żywią się nie nektarem, ale sokiem wyciekającym z ran na drzewach i płynami zawartymi w gnijących substancjach (także odchodach zwierzęcych).
Po wykluciu się, gąsienica przebywa na nerwie głównym od spodu liścia, co zapewnia dobry kamuflaż. Podstawową rośliną żywicielską jest wierzba iwa, uzupełniającymi wierzba szara i wierzba uszata. Żerują tylko w nocy. Gąsienice hibernują przez zimę na rozwidleniach gałęzi, gdzie zmieniają kolor z zielonego na brązowy.
Przepoczwarczenie następuje na przełomie maja i czerwca. Poczwarki są bladozielone, o długości 30–35 mm i szerokości 12–15 mm. Przyczepione są do spodu liści. Dorosłe osobniki wylęgają się w sierpniu.
Mieniak tęczowy spotykany jest w całej Europie Środkowej. Na zachodzie jego zasięg sięga południowej części Wielkiej Brytanii, na wschodzie zachodnich i środkowych Chin.

## Podgatunki
Apatura iris iris
Apatura iris bieti Oberthür, 1885 (Tybet, zachodnie i środkowe Chiny)
Apatura iris xanthina Oberthür, 1909
Apatura iris kansuensis O. Bang-Haas, 1933
Apatura iris amurensis Stichel, [1909] (Amur, Ussuri)

## Filatelistyka
Poczta Polska wyemitowała 14 października 1967 r. znaczek pocztowy przedstawiający mieniaka tęczowca o nominale 2 zł, w serii Motyle. Autorem projektu znaczka był Jerzy Desselberger. Znaczek pozostawał w obiegu do 31 grudnia 1994 r.